# Archives départementales de la Moselle
 (octobre 2024).
 (octobre 2024).
Les archives départementales de la Moselle sont un service du conseil départemental de la Moselle, chargé de collecter les archives, de les classer, les conserver et les mettre à la disposition du public. Elles se situent à Saint-Julien-lès-Metz.

## Historique des bâtiments abritant les archives
Le regroupement des archives à la préfecture

Le premier bâtiment abritant les archives est l’hôtel de l’intendance, un bâtiment édifié entre 1739 et 1742, actuellement place de la Préfecture à Metz. Il est désaffecté à la Révolution, la charge d’intendant étant supprimée comme toutes les charges d’Ancien régime, et est loué à des particuliers puis affecté à l’administration judiciaire. Il est partiellement détruit par un incendie en 1803. Tout d’abord dispersées dans plusieurs lieux, notamment au palais du gouvernement (l’actuel palais de justice), les archives sont regroupées à l’emplacement des grandes écuries, à gauche de l’édifice, en 1809.

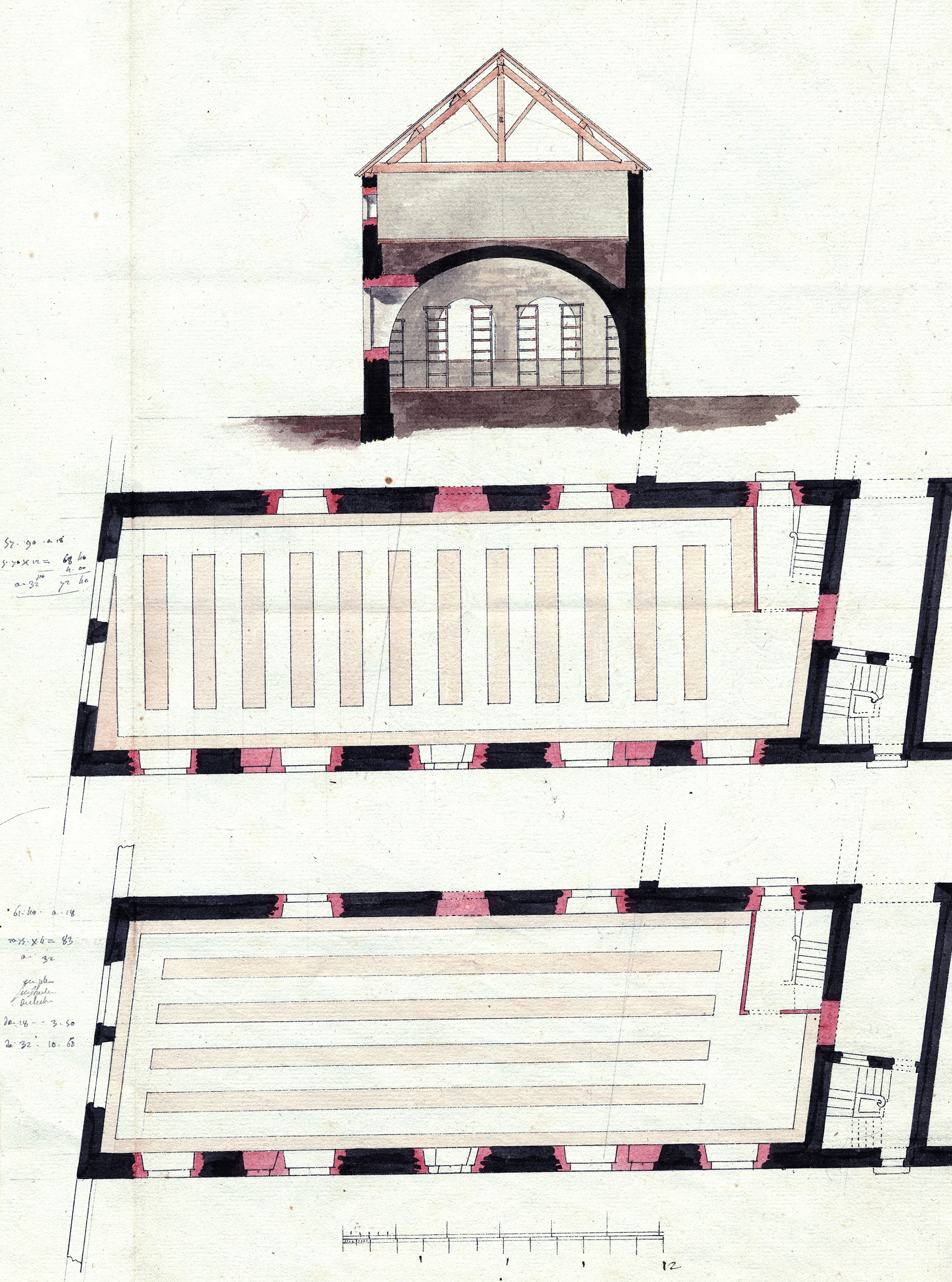
Plan et coupe de l'aile destinée aux archives, 1808. Arch. dép. Moselle, 18N1

Ce premier bâtiment est constitué d’un rez-de-chaussée, d’un premier étage et d’un grenier. Il rencontre des problèmes de conservation à cause de l’humidité, des risques d’incendie et d’inondation. De plus, la nouvelle organisation administrative et l’organisation réglementaire des archives (avec la mise en place d’un cadre de classement des collections en 1841), saturent rapidement les magasins de conservation.
Les projets d’agrandissement sont bouleversés par la défaite française lors de la guerre franco-allemande de 1870 et le rattachement du territoire à l’Empire allemand.
La première annexion
Lors de la première annexion, la préfecture devient le siège du district de Lorraine (une des trois subdivisions administratives du Land allemand d'Alsace-Lorraine) et reste le lieu de stockage des archives, toujours dans l’aile gauche du bâtiment.
En 1881, l’administration allemande, afin de résoudre le problème d’encombrement du premier édifice, construit un second bâtiment au sud du premier, qui comporte un rez-de-chaussée, trois étages et des combles.
Mais, moins de 20 ans plus tard, le problème de place resurgit. De plus, l’état de vétusté du premier bâtiment oblige l’administration allemande à reconstruire cette aile datant du début du XIXe siècle. Les autorités allemandes ajoutent un édifice de raccordement entre le nouveau bâtiment remplaçant l’aile la plus ancienne et la construction de 1881, entre 1897 et 1900.
Une partie des fenêtres du bâtiment de raccordement est agrémentée de vitraux figurant les armes de l’Empire allemand, Sarrebourg, Forbach, Bitche, Thionville, Château-Salins, Boulay, Metz et les anciennes armes de Lorraine.

Les archives sont alors dotées, pour la première fois, de deux salles de classement, d’un espace d’exposition et d’une salle de consultation.

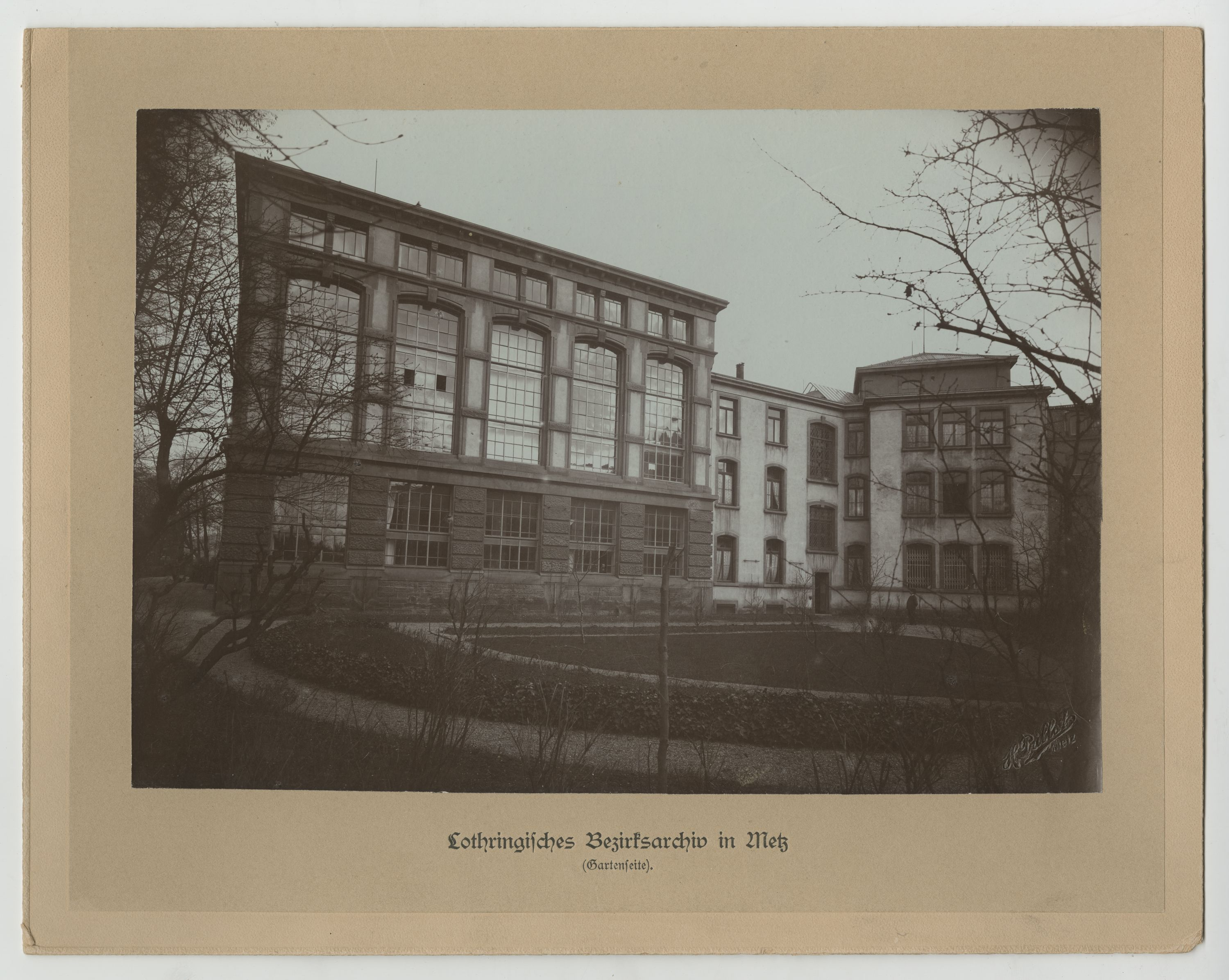
Les archives départementales vers 1905.

Les archives migrent continuellement entre les différents bâtiments puis sont envoyés à Leipzig, en 1918, afin de les préserver des bombardements. Elles n’en reviennent qu’en 1920 et 1927.
Le retour à la France et la nouvelle préfecture
En 1932, l’édifice de raccordement et le bâtiment le plus ancien de stockage sont détruits tandis qu’un nouveau magasin est construit. Ce dernier est équipé de rayonnages métalliques, contrairement aux anciens bâtiments qui contenaient encore des rayonnages en bois, et dispose d’une capacité de 7,5 km linéaires. Le second bâtiment de 1900 est conservé pour une capacité de 6km linéaires.
En 1939, les archives anciennes sont mises à l’abri à l’abbaye de Ligugé, dans la Vienne. Mais, dès 1940, les autorités allemandes ordonnent le retour des documents. En 1944, pour échapper aux bombardements alliés, une partie du fonds est mise à l’abri au fort de Saint-Quentin. Face à l’avancée des troupes américaines, le bâtiment est incendié, occasionnant la perte d’une partie des archives.
Après la Seconde Guerre mondiale et le retour à la France de la Moselle, les autorités françaises se contentent de réaménager et de réattribuer les espaces consacrés aux archives. Par exemple, le dépôt de 1881 est consacré à la Société d’Histoire et d’Archéologie de la Lorraine, créée en 1888 dans les mêmes locaux.
En 1961 sont aménagés une salle d’exposition et un atelier de microfilm. La problématique du manque de place entraine la réalisation de rayonnages denses entre 1962 et 1964. Néanmoins, dès les années 1970, la saturation des dépôts devient un problème récurrent.
L’installation à Saint-Julien-Lès-Metz
À partir de 1978, le Département de la Moselle recherche un terrain afin d’y construire un nouveau bâtiment. Il acquiert un terrain de 2ha28 à Saint-Julien-lès-Metz. Le projet répond aux exigences du cahier des charges de la direction des Archives de France car le bâtiment comporte une zone destinée au traitement des documents, une autre destinée à la conservation, une troisième destinée à l’activité culturelle ainsi que des ateliers. Le chantier est ouvert en avril 1990. La réception du bâtiment de 10 000m2 de surface à lieu en septembre 1991 et l’ouverture au public au printemps 1992.

## Missions des Archives départementales de la Moselle
Les Archives départementales de la Moselle ont pour mission de collecter les archives, comme définie par le Code du patrimoine (art. L. 211-4). C’est-à-dire, « les documents qui procèdent de l'activité, dans le cadre de leur mission de service public, de l'Etat, des collectivités territoriales, des établissements publics et des autres personnes morales de droit public ou des personnes de droit privé chargées d’une telle mission, ainsi que les minutes et répertoires des officiers publics ou ministériels ».
En Moselle, sont concernés:
- Les services déconcentrés de l'État (administration et juridictions) ayant leur siège dans le département
- Les communes et les établissements publics de coopération intercommunale (communautés d'agglomération et communautés de communes, syndicats intercommunaux…)
- Les établissements publics (hôpitaux, établissements d’enseignement secondaire et supérieur…)
- Les organismes de droit privé exerçant une mission de service public (caisse primaire d'assurance maladie ou caisse d'allocations familiales de la Moselle)
- Les officiers publics et ministériels (notaires, huissiers et commissaires-priseurs)
- Les fabriques paroissiales et les consistoires qui, en Alsace-Moselle, produisent des archives publiques.

Les Archives de la Moselle collectent également les archives privées. C’est-à-dire l'ensemble des documents qui ne sont pas publics (Code du patrimoine, art. L 211-5).
Les fonds privés sont constitués des archives :
- De familles qui ont conservé sur plusieurs générations tout ce qui concerne les activités et le patrimoine de ses membres
- Des partis politiques et des hommes et femmes politiques
- Des associations et des organisations syndicales
- Du monde privé de l’industrie et du commerce
- Des artistes et des gens de lettres

L’entrée aux archives est possible par un versement, un achat, un don ou un dépôt.
Les Archives de la Moselle sélectionnent les archives à conserver après l’évaluation de leurs intérêts historiques et scientifiques ainsi que pour les besoins de la gestion et de la justification des droits des personnes physiques ou morales, publiques ou privées (Code du patrimoine, article L. 211-2).
Après l’entrée des documents, les archives de la Moselle sont chargées de restaurer, protéger, conditionner et ranger les documents dans un bâtiment adapté à leur conservation.
De plus, les archivistes classent et dressent des inventaires en vue de la communication des documents au public.
Enfin, les Archives départementales de la Moselle exercent une fonction de contrôle par la vérification, dans les administrations publiques, de la bonne tenue et du rangement des dossiers couramment utilisés, ainsi que de la délivrance des autorisations de destruction des documents.

## Stratégie de collecte
En 2022, les Archives de la Moselle rédigent un document intitulé "Stratégie de collecte" destiné à fournir un cadre méthodologique aux opérations de collecte et de sélection d'archives menées par le service des archives départementales.
Le cadre règlementaire et normatif de la stratégie de collecte est fondé sur le Code du patrimoine, en particulier des articles L211-1 à L212-14, R212-4-1 et R212-12 à R212-18-2.
La collecte des archives publiques et privées mise en œuvre par les Archives de la Moselle a pour objectifs de satisfaire le besoin des administrations, garantir les droits des citoyens et de permettre la documentation à destination de la recherche.
Le document indique les priorités retenues et décrit les politiques de collecte par secteurs. Entre 2023 et 2027, les efforts de la collecte sont tournés vers les sous-préfectures, les établissements publics de coopération intercommunale (EPCI), les établissements médico-sociaux, les services des douanes, les chambres consulaires, les services vétérinaires et l’Office national de l'eau et des milieux aquatiques (Onema).
Pour le service des archives départementales de la Moselle, les documents essentiels à collecter sont ceux des instances dirigeantes des administrations concernées ainsi que les documents de synthèse, comme les conseils d’administration ou les rapports d’activités.

## Sigillographie
Les Archives départementales de la Moselle conservent une collection composée de plus de 4600 sceaux de cire datant principalement du Moyen-Âge.
En complément des sceaux originaux, un millier de reproductions en plâtre ainsi que 600 moules, réalisés de 1909 à 1914, complètent la collection.
Un inventaire des sceaux est rédigé par Gilbert Cahen (1928-2021), archiviste-paléographe aux Archives de la Moselle de 1953 à 1993, et publié de 1981 à 1993 en quatre volumes,. L’inventaire est intégré dans la base numérique des sceaux conservés en France nommée Sigilla depuis 2021.
Un atelier de restauration dédié travaille à la conservation des sceaux préservés aux Archives départementales de la Moselle.

## Bibliothèque
Les Archives départementales de la Moselle accueillent une bibliothèque d’archive de plus de 44 000 ouvrages comportant principalement des publications administratives ainsi que des études historiques. Elle est à la fois bibliothèque d’étude et de recherche pour le public mais également pour le personnel des archives.
La bibliothèque est spécialisée en histoire du territoire mosellan mais a également une vocation patrimoniale. Elle reçoit des revues locales.
Le fonds ancien de la bibliothèque, créé à partir des saisies révolutionnaires, est de plusieurs centaines d’ouvrages.
Un fonds de plus de 900 ouvrages provenant du Service de l’inventaire et du patrimoine, constitué essentiellement de documents sur l’histoire de l’art est conservé dans la bibliothèque historique.
La bibliothèque de la Société d’histoire et d’archéologie de la Lorraine y est conservée.

## Directeurs et directrices
- Édouard Sauer (1839-1888) ;
- Georg Wolfram (1888-1909) ;
- Ernst Hauviller (1909-1914); de son nom complet : Karl Ernst Theodor Hauviller;
- Aloys Ruppel (1914-1918);
- Paul d'Arbois de Jubainville (1919-1931)[16] ;
- Aloys Ruppel (1940-1945);
- Jean Rigault (1945-1957)[17] ;
- Jean Colnat (1958-1986)[18] ;
- Lucie Roux (1987-1994)[19] ;
- Line Skórka (1995-2007) ;
- Jean-Eric Iung (depuis 2008)[20].

## Expositions temporaires
- "Et on boira du vin de Moselle!" du 1er septembre 2021 au 30 juin 2022[21].
- "Loup y-es-tu?" du 3 février au 14 aout 2020[22].
- "Le sceau, marque de l'histoire" du 16 septembre 2016 au 16 septembre 2017[23].

## Pour approfondir